# Priselci
Priselci is een plaats in de gemeente Karlovac in de Kroatische provincie Karlovac. De plaats telt 101 inwoners (2001).